# Der Forellenhof
Der Forellenhof ist eine achtteilige Schwarzweiß-Fernsehserie des Südwestfunks aus dem Jahr 1965 über ein Landhotel am Rande des westlichen Schwarzwalds. Gedreht wurde unter Regie von Wolfgang Schleif im Baden-Badener Stadtteil Gaisbach rund um das echte Hotel Fischkultur, das nach dem Erfolg der Fernsehserie in Waldhotel Forellenhof umbenannt wurde.
Das Drehbuch schrieb Heinz Oskar Wuttig, der auch für die Serien Alle meine Tiere (1962–1963), Salto Mortale (1968) und Kinofilme wie Am Tag, als der Regen kam (1959) oder Die tausend Augen des Dr. Mabuse (1960) verantwortlich zeichnete. In Folge 3 Fahrerflucht hat er einen Gastauftritt als Berliner Hotelgast Stöger. Die Musik zur Serie schrieb Rolf-Hans Müller.
Neben Hans Söhnker in der Hauptrolle des Hotelchefs Otto Buchner spielte Jane Tilden seine Ehefrau Anna, die sich zusammen mit ihrer Schwägerin Ruth (Tilly Lauenstein) um das Wohl der Gäste kümmerte. Die beiden erwachsenen Söhne Jörg (Gerhart Lippert) als Juniorchef und Klaus (Helmut Förnbacher), der noch in Freiburg studiert, und das Nesthäkchen Christa (Helga Anders), die noch zur Schule geht, spielen ebenso eine Rolle in den Familiengeschichten aus dem Hotel wie der Großvater Franz (Adolf Dell), dessen Forellenzucht das Hotel seinen Namen verdankt.

## Folgen
Die acht Folgen der Serie wurden ab Herbst 1965 monatlich erstausgestrahlt. Im Februar 2007 erschien eine Gesamtbox mit drei DVDs.
1. Hochsaison (29. Sep. 1965)
Fischdieb plündert Forellenzucht, Juniorchef kommt ihm auf die Schliche
2. Bitte nicht stören! (27. Okt. 1965)
Man sorgt sich um einen weiblichen Hotelgast, der sich in seinem verschlossenen Zimmer nicht meldet
3. Fahrerflucht (24. Nov. 1965)
Paar verbringt ein Fremdgeh-Wochenende im Forellenhof und fliegt nach einem Autounfall mit Fahrerflucht auf
4. Hauskonzert (22. Dez. 1965)
Schwieriger Gast (Musiker) wird zu Kammermusikabend ermuntert – dieser endet schrecklich/vergnüglich
5. Gäste aus Kanada (26. Jan. 1966)
Gäste wollen Hotel betrügen und werden der Polizei auf dem silbernen Tablett serviert
6. Schreck in der Abendstunde (23. Feb. 1966)
Sommerlicher Wassermangel und ein Wasserrohrbruch sorgen für Feuerwehreinsätze im Hotel
7. Lange Finger (16. März 1966)
Im Hotel wird geklaut, Diebin entpuppt sich als Kleptomanin
8. Der 75. Geburtstag (20. April 1966)